# Diamond Aircraft Industries
La Diamond Aircraft Industries è una azienda aeronautica di origine austriaca, ma di proprietà cinese, attiva nella produzione di velivoli leggeri, come aerei da turismo e motoalianti, e simulatori di volo, con sede a Wiener Neustadt in Bassa Austria. Il 22 dicembre 2017 la compagnia cinese Wanfeng Aviation Group ha annunciato di aver acquisito la società austriaca, ed i termini dell'accordo non sono stati divulgati. A seguito dell'acquisizione, il CEO della Wanfeng Aviation, Bin Chen diventerà il presidente della Diamond, mentre l'ex CEO di Diamond Aircraft, Christian Dries, resterà un consulente dell'azienda.

## Produzione

### Aerei
- H36 motor glider
- DV20
- DA20-A1 Katana
- DA20-C1 Evolution & Eclipse
- DA40 Diamond Star
- DA42 Twin Star
- DA50 Super Star
- Diamond DART 450
- D-Jet
- Diamond DA62

### Simulatori
- D-SIM-20
- D-SIM-40
- D-SIM-42
- D-SIM-JET